# Alophoixus flaveolus
El bulbul frentigrís (Alophoixus flaveolus) es una especie de ave paseriforme de la familia Pycnonotidae propia del Himalaya oriental y las montañas al este del subcontinente indio.

## Distribución y hábitat
Se encuentra en las montañas de Bangladés, Bután, sur de China, noreste de la India, Birmania, Nepal y Tailandia. Su hábitat natural son los bosques húmedos de montañas subtropicales y tropicales.